# Tapeinosperma pallidum
Tapeinosperma pallidum är en viveväxtart som beskrevs av Jackes. Tapeinosperma pallidum ingår i släktet Tapeinosperma och familjen viveväxter. Inga underarter finns listade i Catalogue of Life.